# 伊場仙
株式会社伊場仙（いばせん）は東京都中央区日本橋小舟町（旧日本橋堀江町一丁目）にある団扇、扇子を製造販売する企業。江戸時代には浮世絵の出版も手がけた地本問屋であり、団扇問屋も兼ねていた。

## 沿革

### 江戸時代
創業者伊場屋勘左衛門の父は三河国岡崎城下で松平家の下土木工事に携わり、同家の浜松城移封に伴い遠江国敷知郡伊場村（静岡県浜松市中央区）に移住した。その後勘左衛門は徳川家康に従って江戸に入り創業したとされ、勘左衛門の生年天正18年（1590年）を創業年と公称するが、家康の江戸入りが天正18年（1590年）であり、実態は不明である。また、江戸団扇と扇子を扱う老舗として江戸幕府御用達の版元団扇商として江戸城に出入りしていたが、明暦3年（1657年）に起こった明暦の大火で被災する。
創業当時は和紙、竹を扱っており、和紙は土佐や阿波など紙漉きの産地から仕入れ、竹は房州産のものを使用していたが、後に付加価値をつけるために元禄13年（1700年）ころにはそれらを材料とした団扇を手がけるようになった。これが江戸団扇または東団扇（あずまうちわ）と呼ばれる商品であった。江戸時代には日本橋堀江町は東堀留川に隣接しており、上方など他国から仕入れた物品を扱う業者が集積していた。江戸後期には堀江町付近には団扇屋が軒を連ね、河岸地は団扇河岸と俗称された。伊場屋仙三郎は寛政4年（1792年）に団扇問屋を開業したといわれる。
江戸時代後期には団扇に浮世絵を貼り付ける団扇絵が流行した。伊場屋は文政から明治まで堀江町一丁目五人組持店に仙三郎店（団扇堂、団仙堂）、また文化文政から幕末までの間、堀江町二丁目に久兵衛店（錦政堂）が存在しており、歌川国芳、歌川豊国、歌川広重、歌川貞秀、3代歌川豊国など歌川派の絵師を起用し、幕末の団扇絵の大半を扱ったほか、一般的な一枚摺の浮世絵も多く手懸けた。
10代目のときに屋号を伊場仙としている。
安政2年（1855年）の安政江戸地震では後継者が犠牲となった。

### 明治以降
明治時代に浮世絵版画が衰退すると、13代目吉田直吉は暦表事業に進出し、準主力商品となった。
大正12年（1923年）9月1日の関東大震災で店舗は焼失したが、3日後には渋谷町の自宅で営業を再開した。その後、昭和9年（1934年）には株式会社へ組織変更をしており、昭和20年（1945年）東京大空襲では自宅は被害を受けたが、店舗は被害を免れたため、以降職住分離を方針としている。
14代目吉田誠男は昭和51年（1976年）家業に従事、昭和60年（1985年）取締役に就任した。赤字となっていたカレンダー事業を廃止し、以降は本業の団扇、扇子に専念している。
現在のビルは平成4年（1992年）竣工で、上階はオフィスビル、会議室として賃貸業を経営している。
平成24年（2012年）5月7日にはビル1階に中央区のまちかど展示館事業による1階に伊場仙浮世絵ミュージアムが開館し、浮世絵や吉田家伝来の雛人形が展示されている。

## 浮世絵

### 伊場仙
- 歌川豊国 『今様十二ケ月』 団扇絵 錦絵12組24枚揃 文政5年（1822年）
- 歌川広重 『表裏駅路八景』 団扇絵 錦絵揃物 天保9年（1838年）‐天保10年（1839年）
- 歌川広重 『木曽物語図会』 大判 錦絵揃物
- 歌川広重 『曽我物語図会』 大判30枚揃 錦絵
- 歌川国芳 『猫の当字』 大判5枚揃 錦絵 天保11年（1840年）‐天保13年（1842年） 「かつを」、「なまづ」、「たこ」、「ふぐ」、「うなぎ」の5種類
- 歌川国芳 『源頼光公館土蜘作妖怪図』 大判3枚続 錦絵 天保14年（1843年） 早稲田大学図書館所蔵
- 歌川国芳 『程芳流行大津絵』 大判揃物 錦絵 天保14年
- 歌川広重・3代目歌川豊国・歌川国芳 『東海道五十三対』 大判揃物 錦絵 弘化元年（1844年）‐弘化4年（1847年） ※伊場久、遠又、海老林、伊勢屋市兵衛、小島屋重兵衛と合版
- 歌川国芳 『荷宝蔵壁のむだ書』 大判3枚続 錦絵 弘化4年
- 歌川国芳 『賢女八景』 中短冊判 錦絵8枚揃 弘化
- 歌川広重 『浄るり町繁花の図』 大判 錦絵 嘉永5年
- 歌川広重 『東海道張交図会』 大判12枚揃 錦絵 嘉永

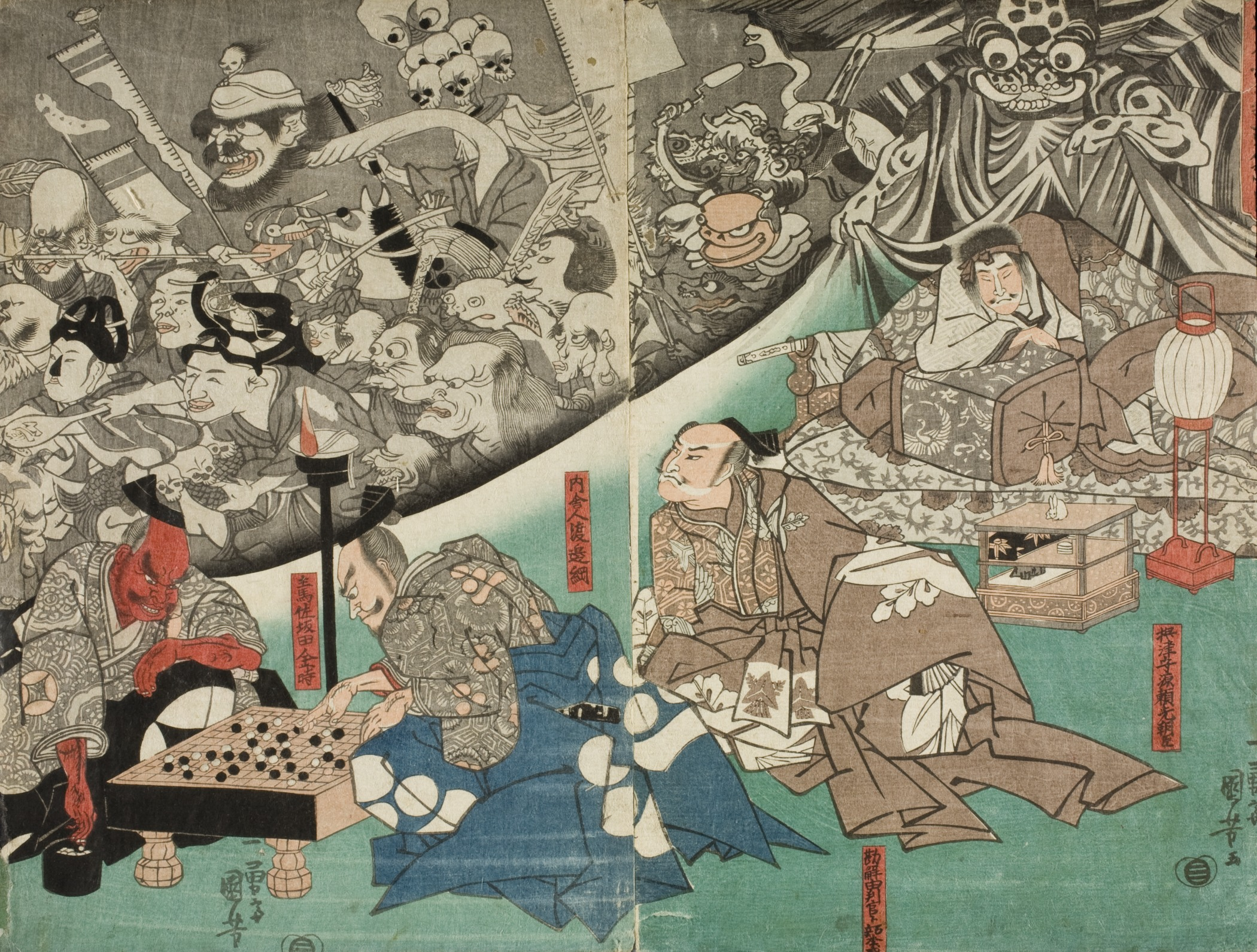
国芳「源頼光公館土蜘作妖怪図」
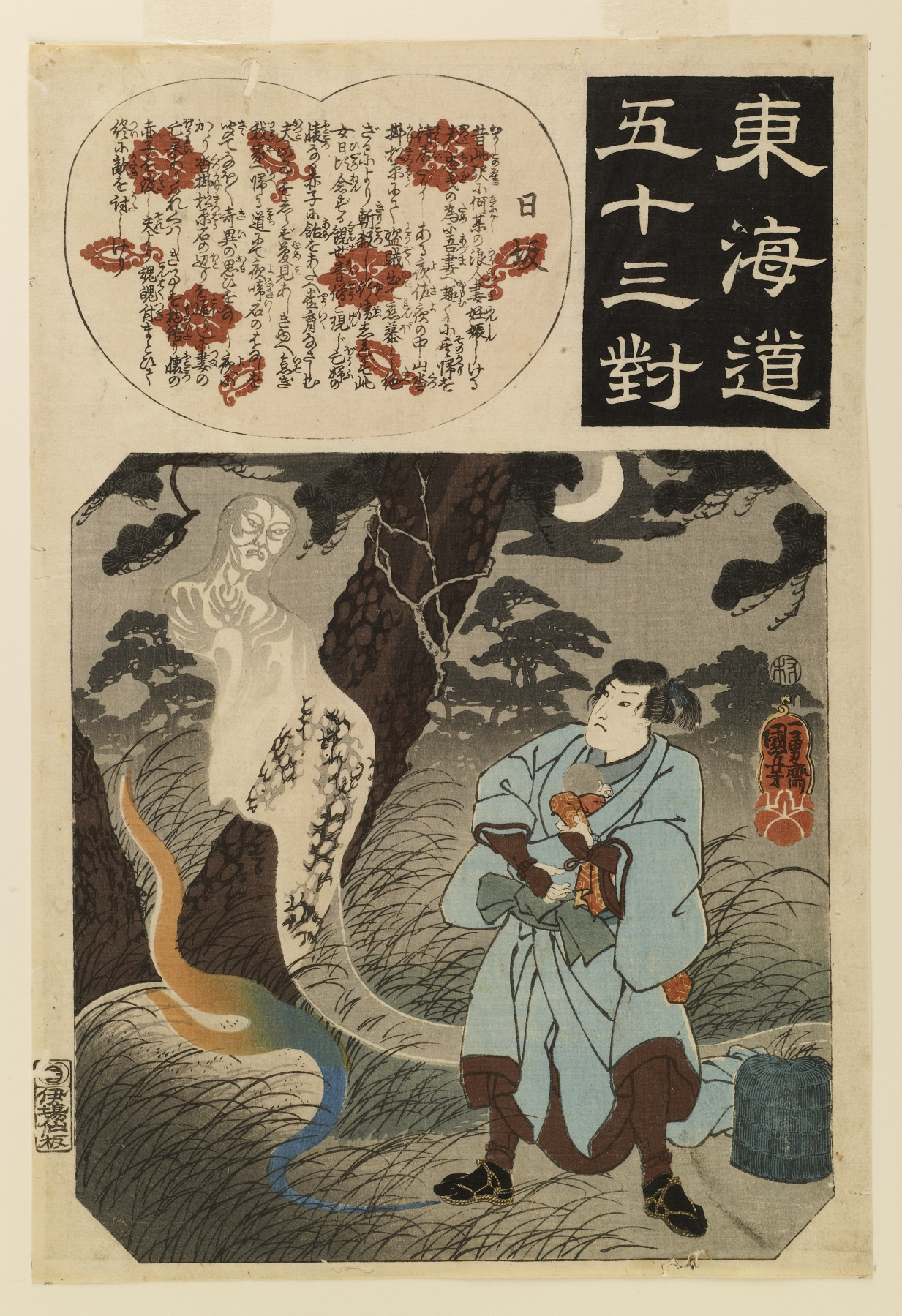
国芳「東海道五十三対 日坂
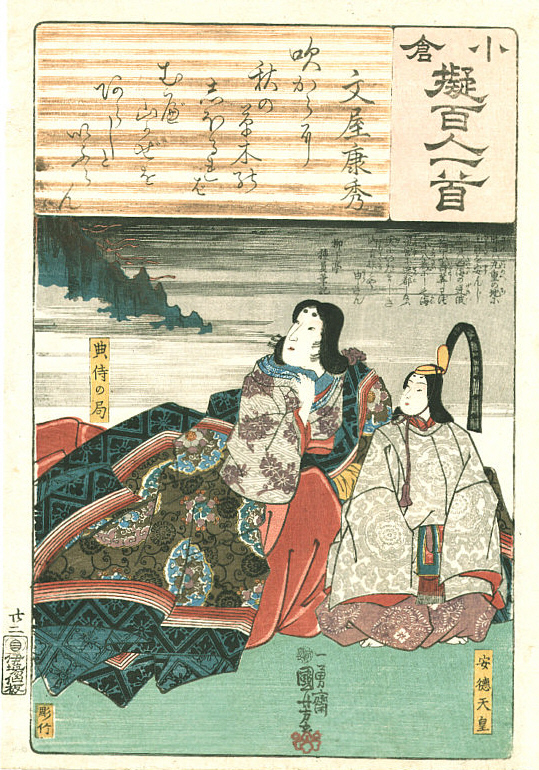
国芳「小倉擬百人一首 文屋康秀」
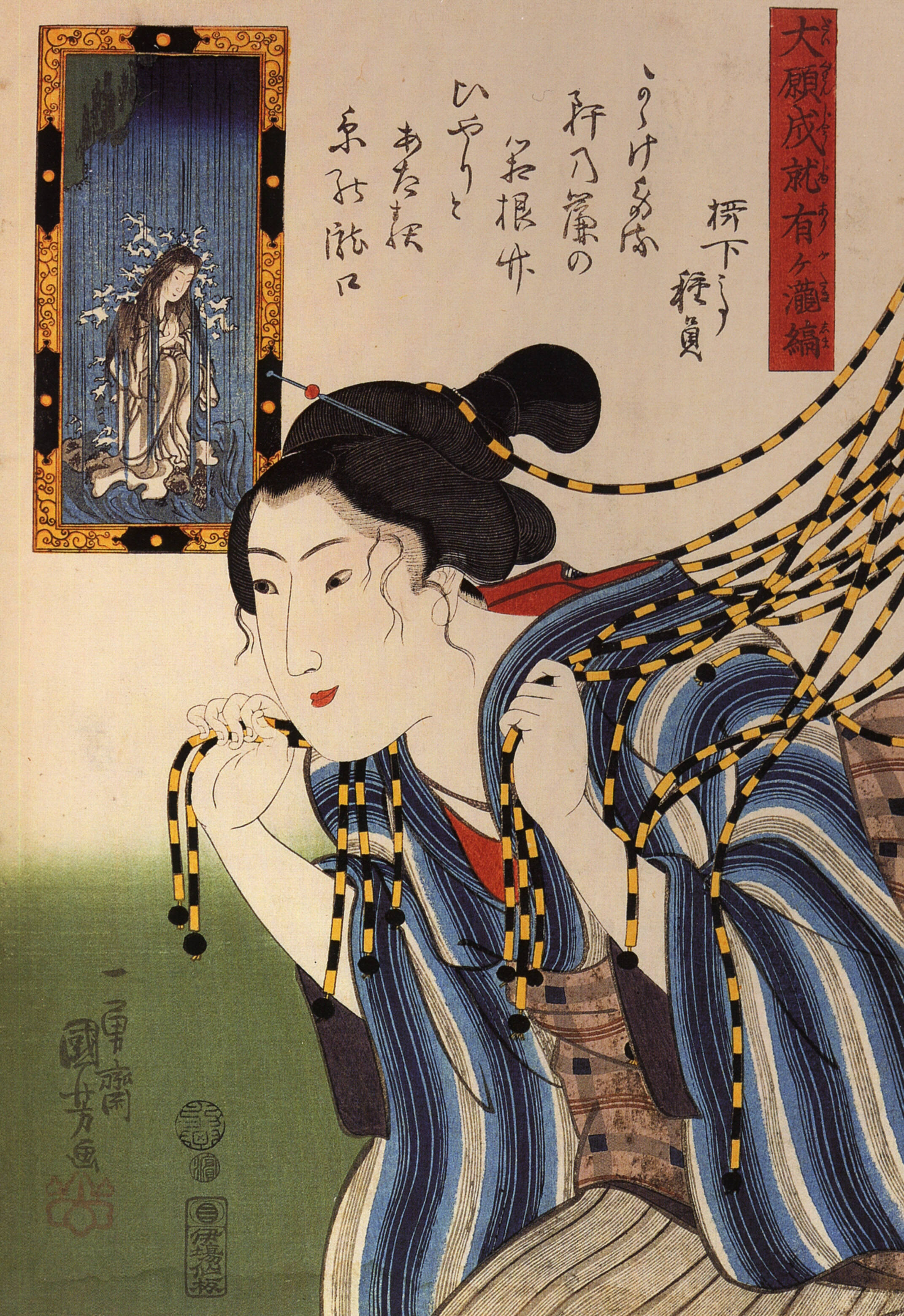
国芳「大願成就有ヶ滝縞」
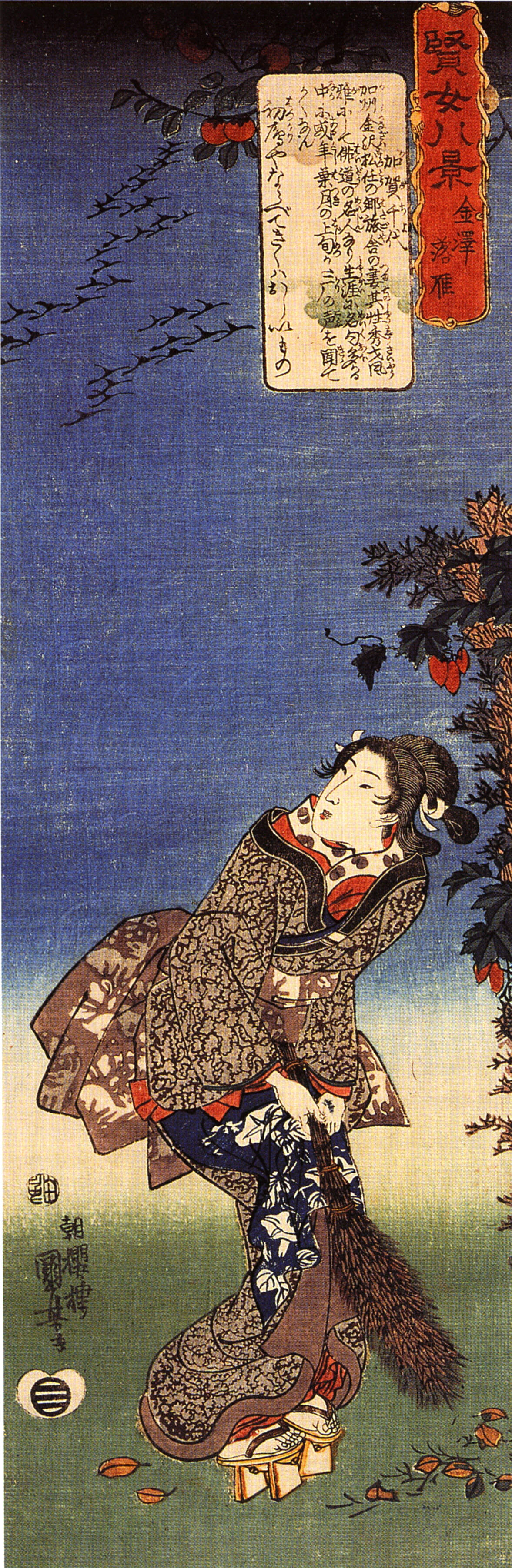
国芳「賢女八景 金沢落雁」
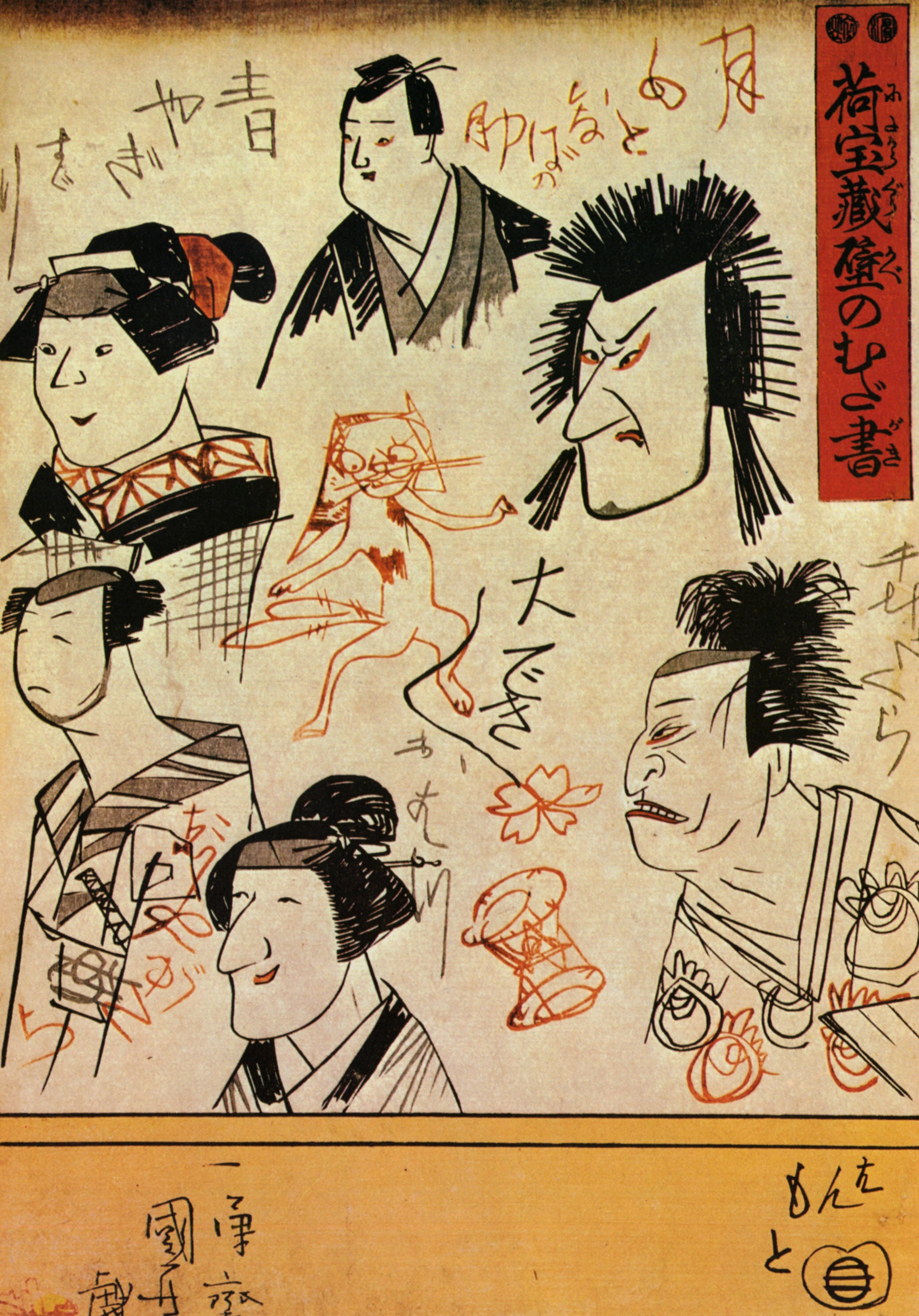
国芳「荷宝蔵壁のむだ書」
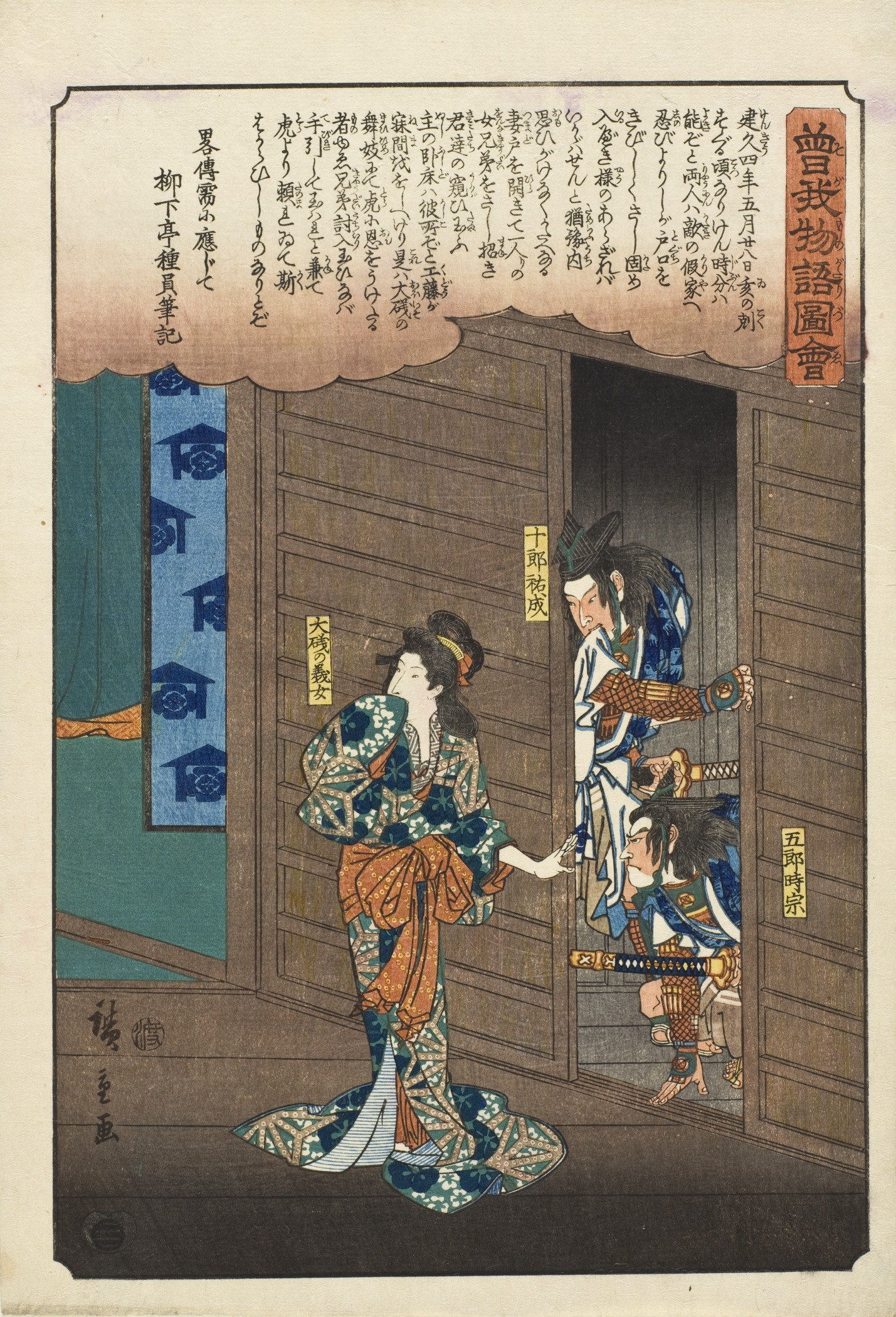
広重「曽我物語図会」
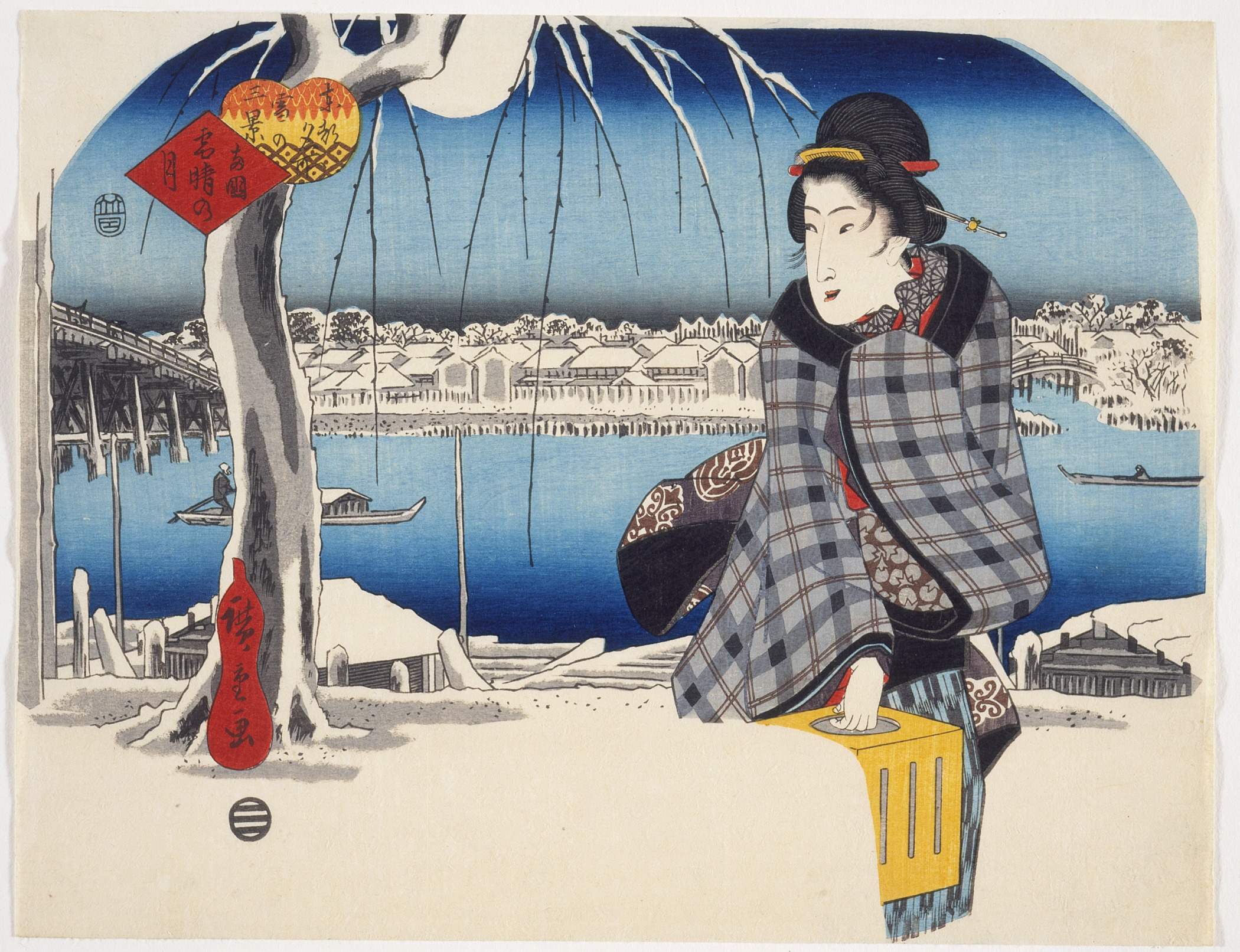
広重「東都名所雪の三景 両国雪晴の月」
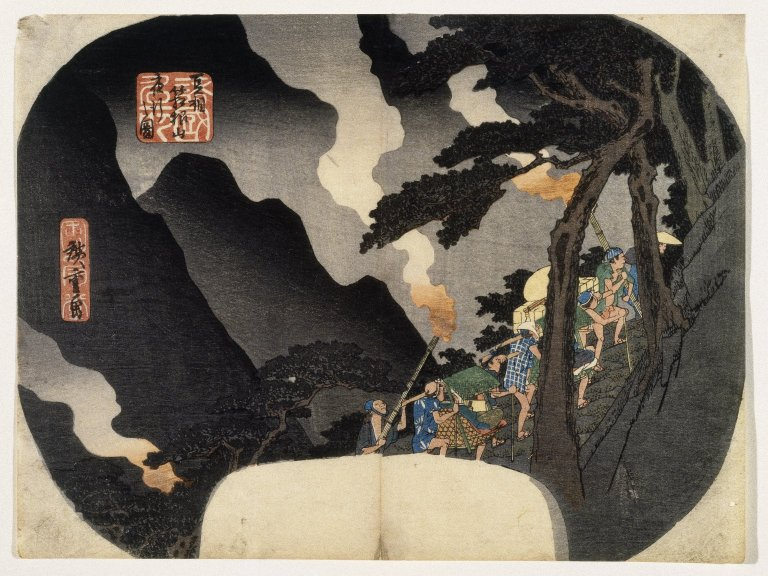
広重「諸国名所 夏相箱根山夜行之図」

### 伊場久
- 歌川国芳 『国芳もやう正札付現金男』 大判揃物 弘化
- 歌川広重 『平清盛怪異を見る図』 大判3枚続

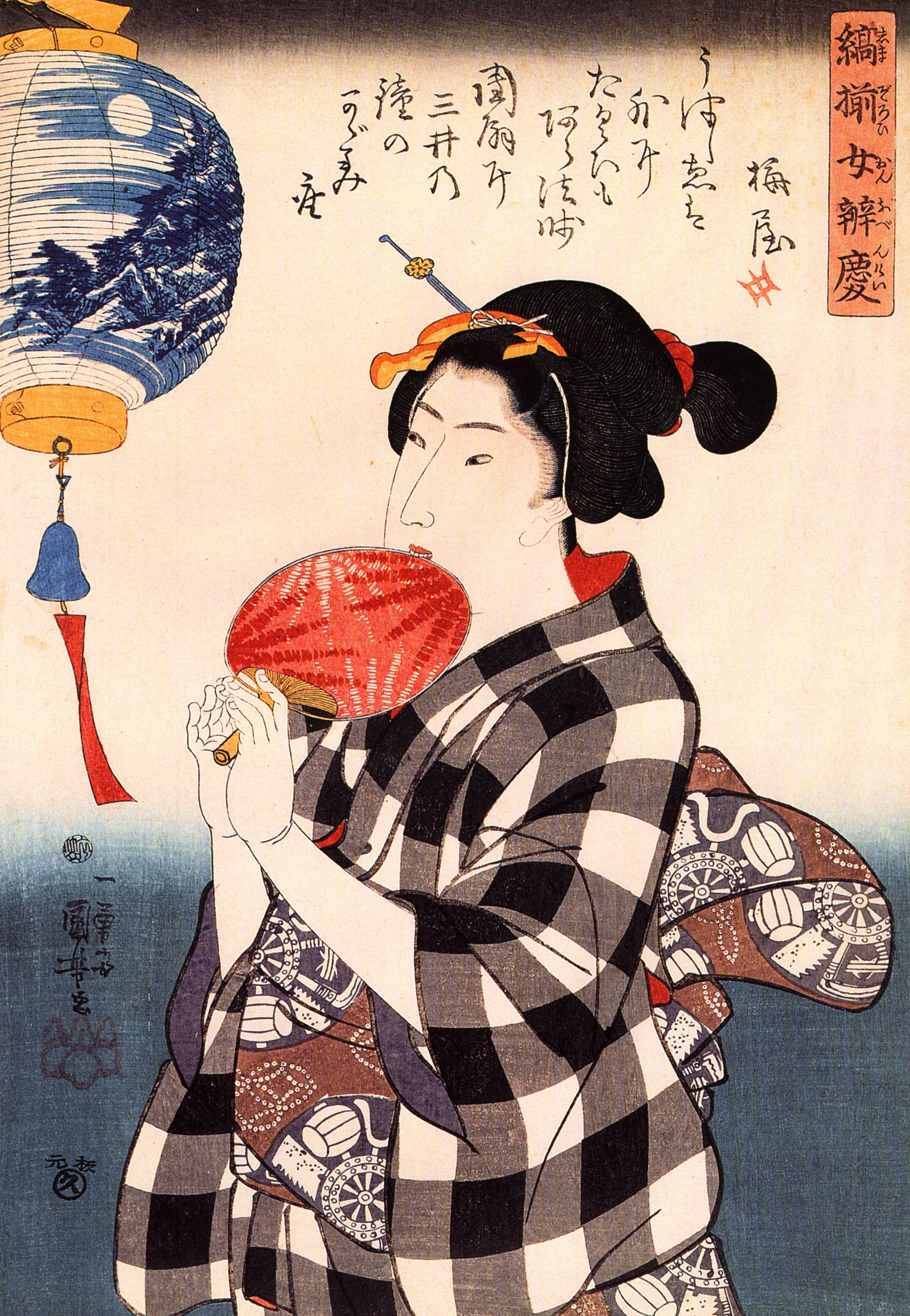
国芳「縞揃女弁慶 梅屋」
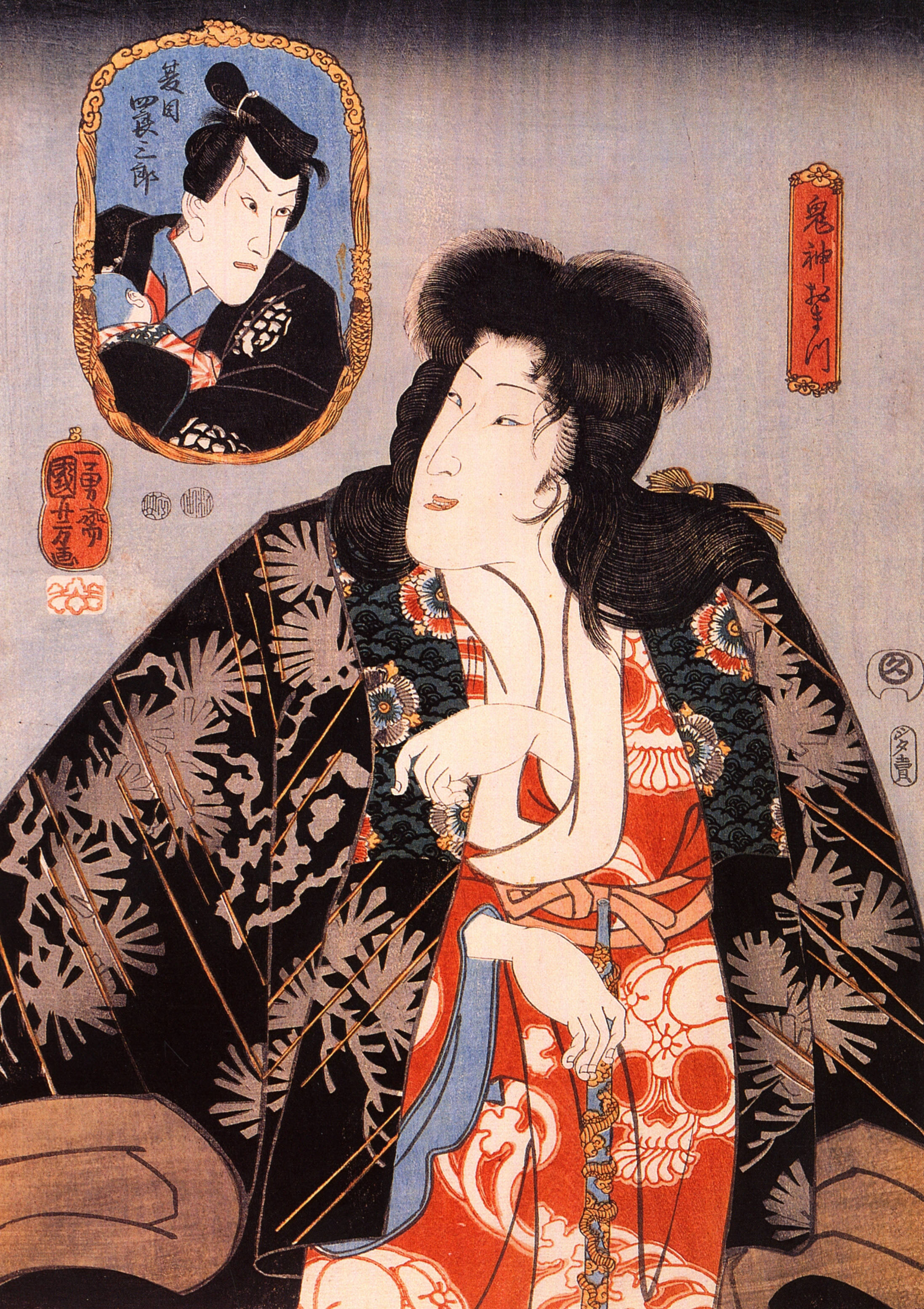
国芳「鬼神おまつ」
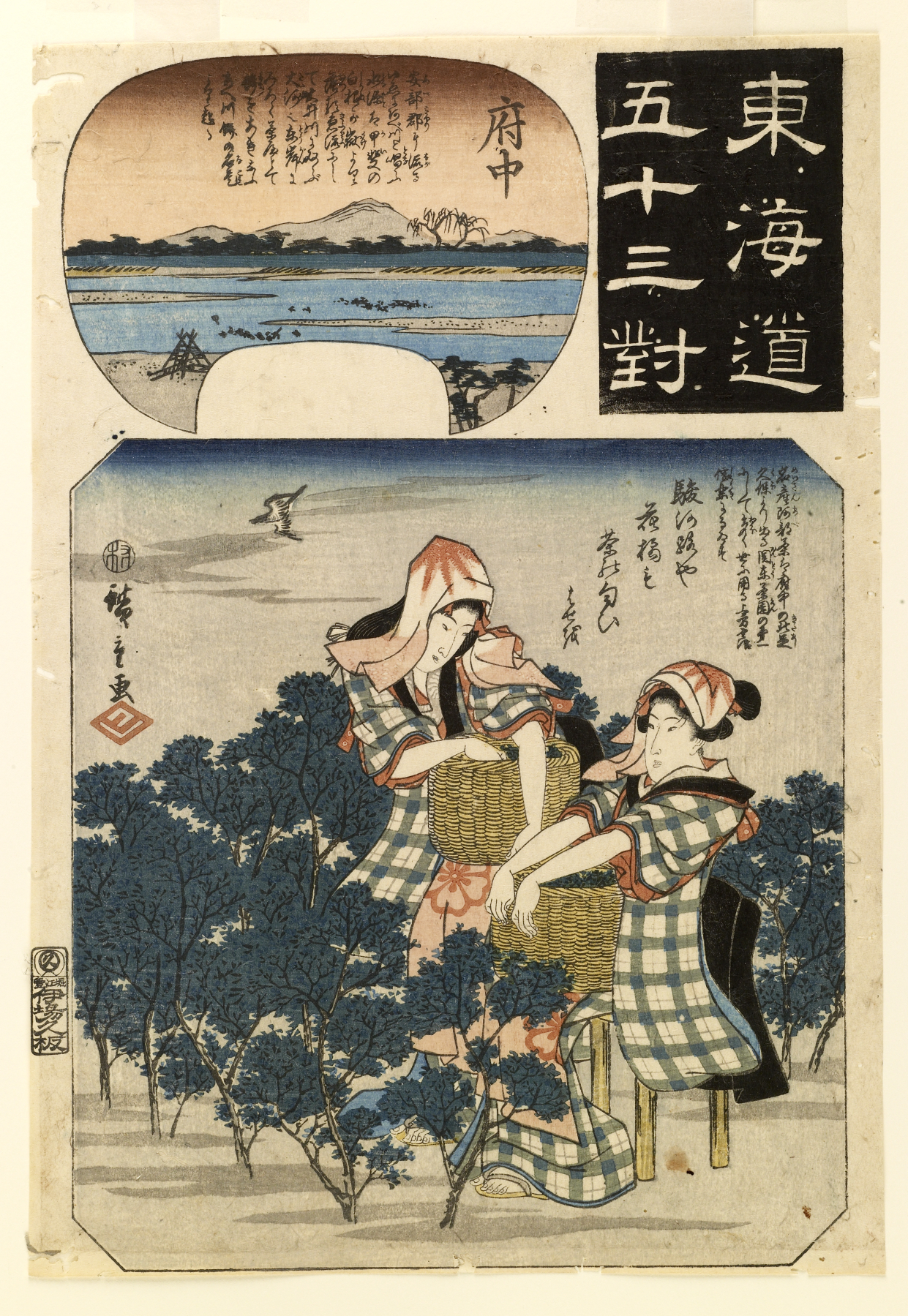
広重「東海道五十三対 府中」
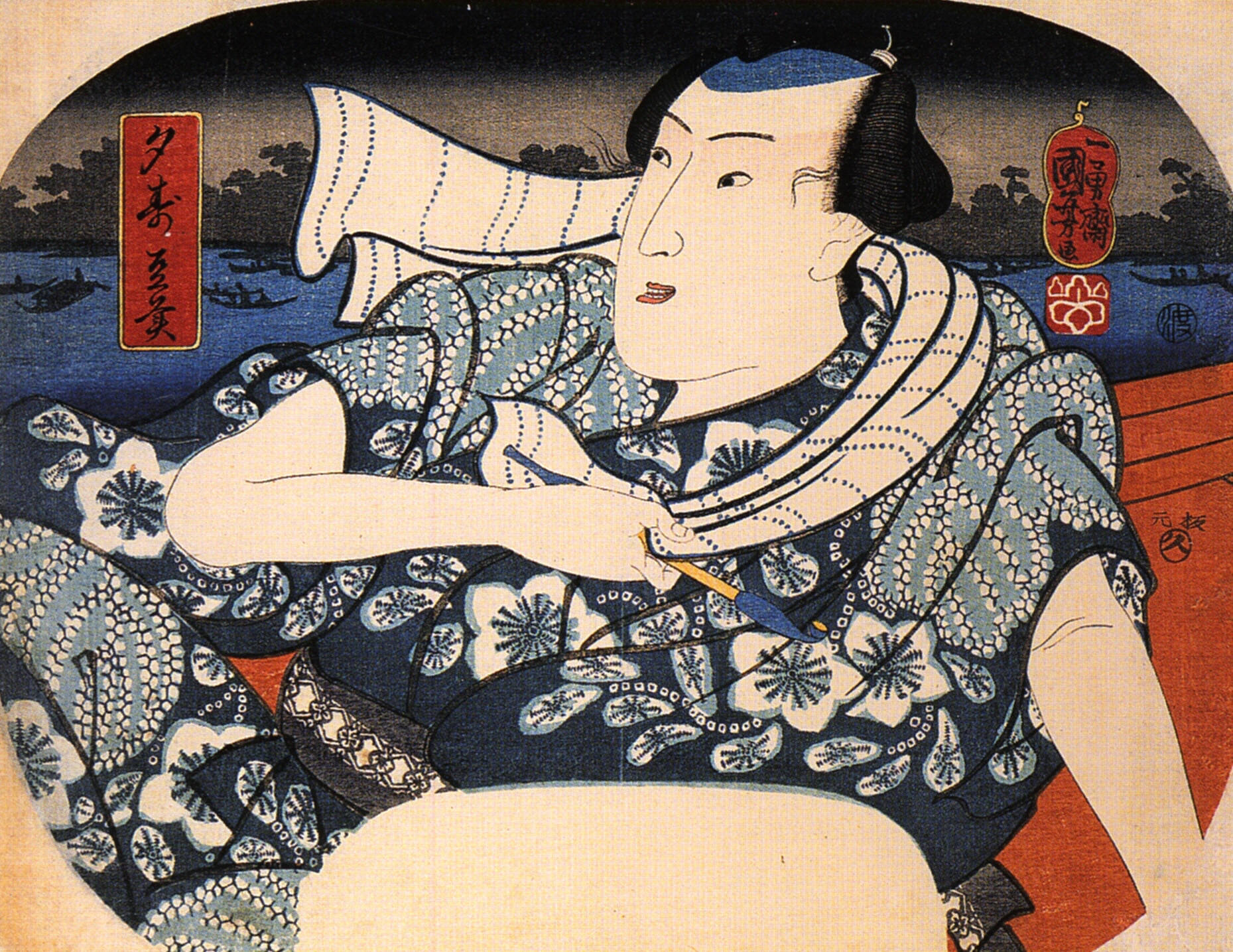
国芳「夕寿豆美」